# باول كال
باول كال (بالإنجليزية: Paul Calle)‏ هو فنان ورسام أمريكي، ولد في 3 مارس 1928 في مانهاتن في الولايات المتحدة، وتوفي في 30 ديسمبر 2010 في ستامفورد في الولايات المتحدة بسبب ورم ميلانيني.